# آیر، کوئینزلند
آیر (به انگلیسی: Ayr) یک منطقهٔ مسکونی در استرالیا است که در Shire of Burdekin واقع شده‌است.

## نگارخانه

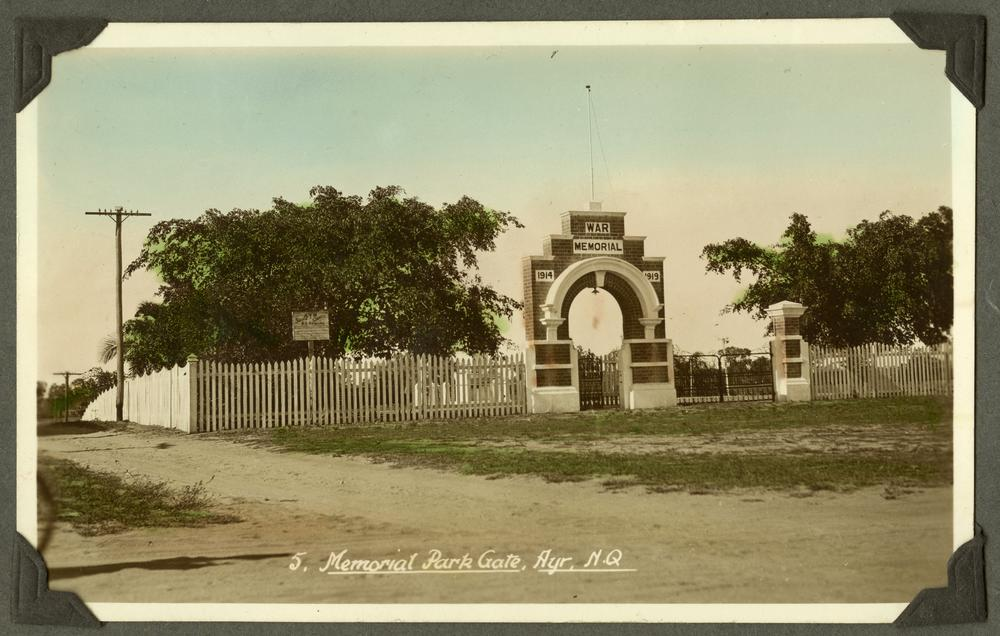
1
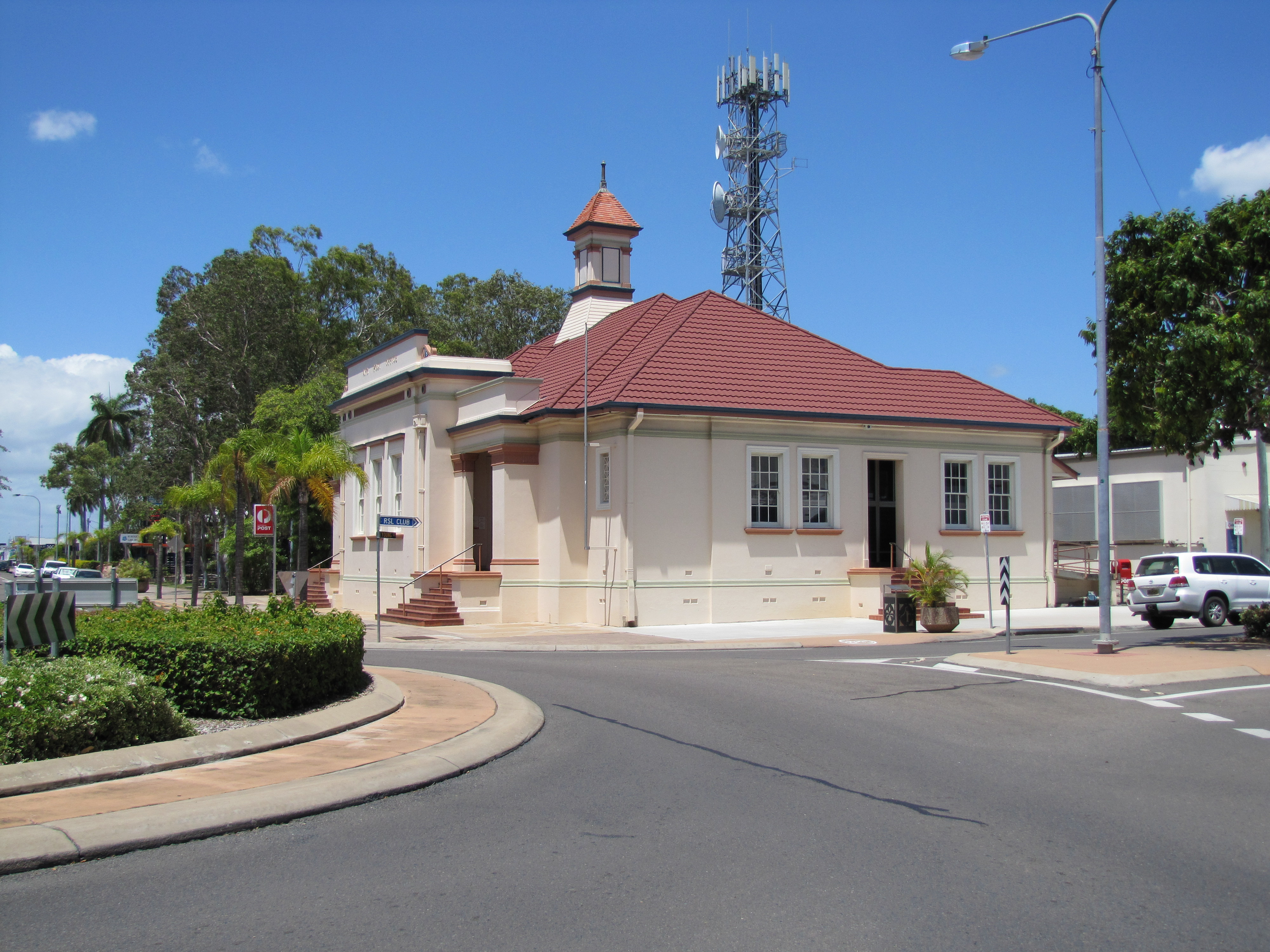
2
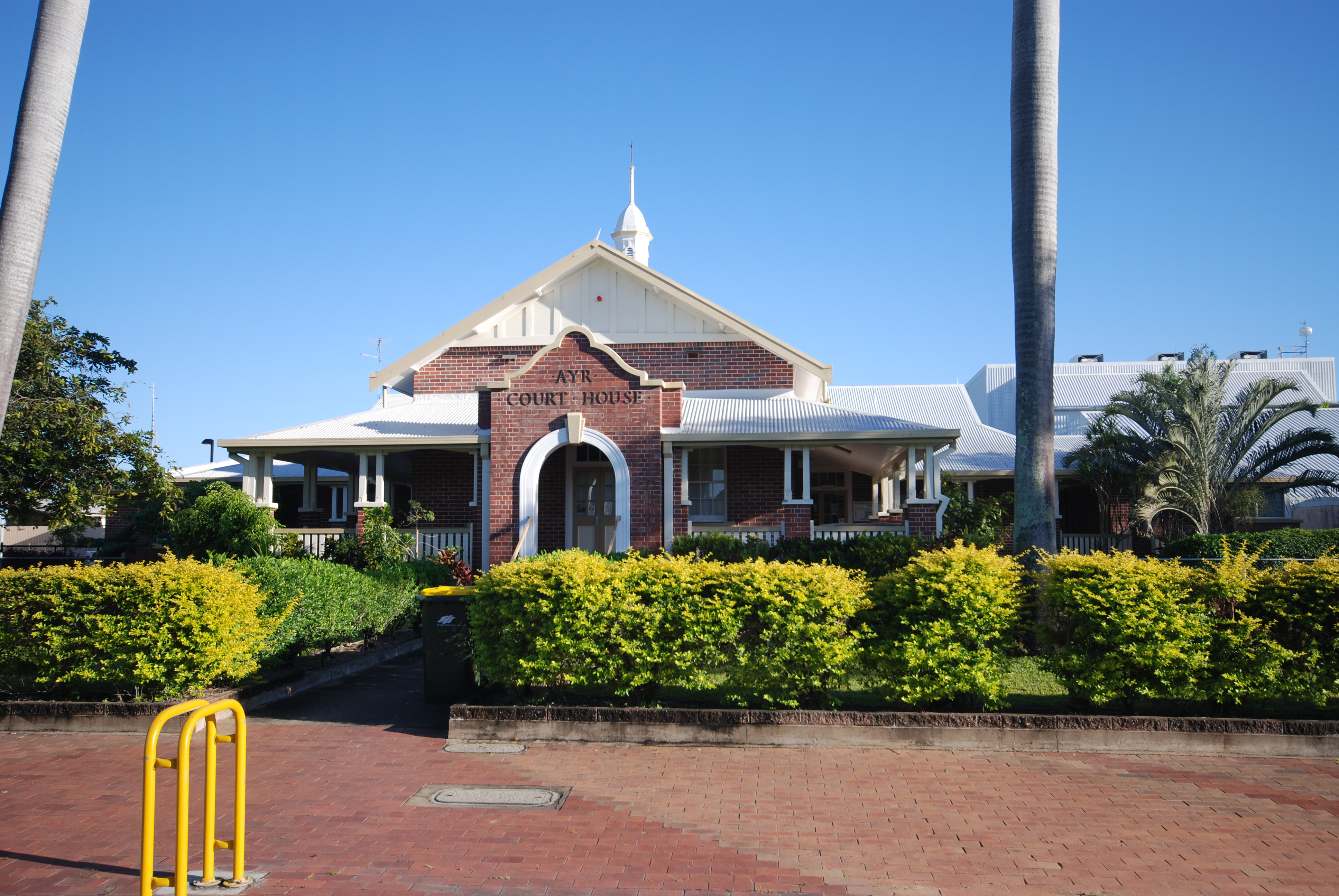
3
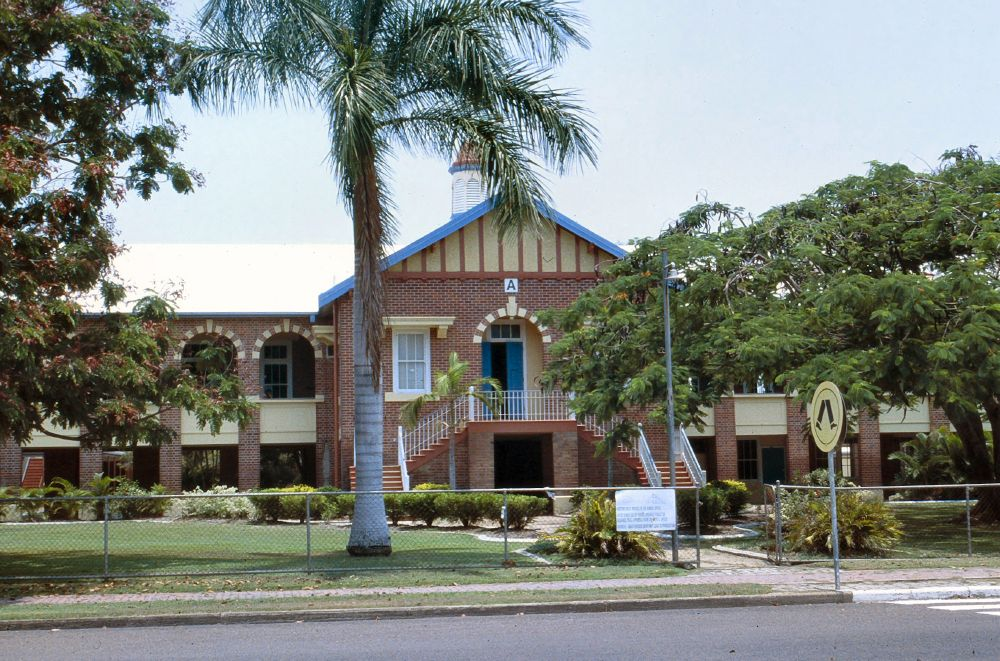
4
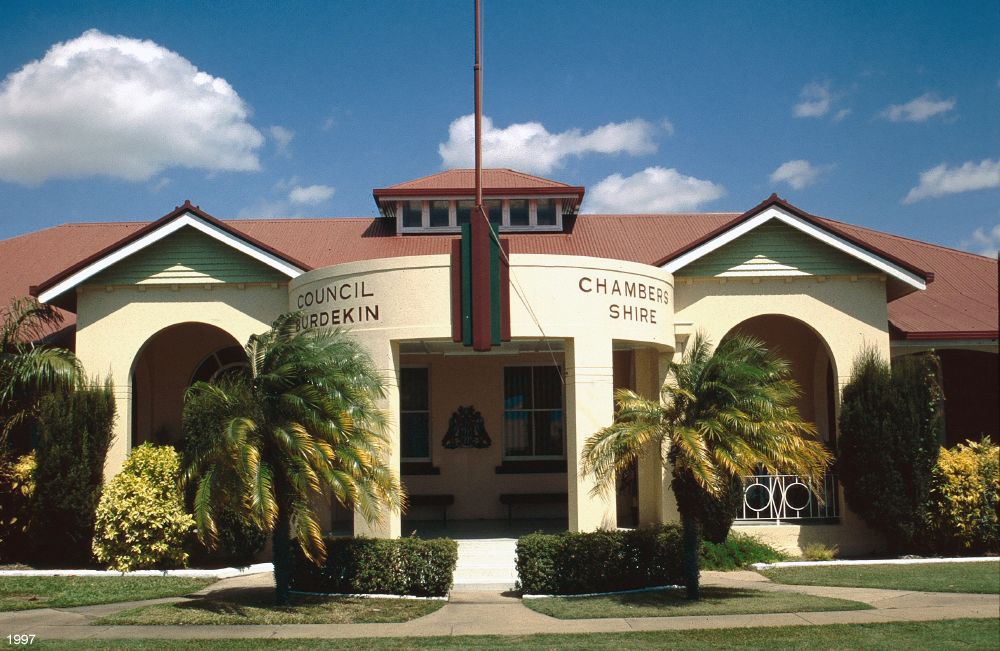
5